# کیفری‌سازی مهاجرت
کیفری‌سازی مهاجرت روند فزاینده‌ای است که در آن به جای تنظیم مهاجرت از طریق روش‌های اداری، با استفاده از حقوق کیفری به مهاجرت پرداخته می‌شود. همراه با اعمال مجازات‌های کیفری برای اقدامات مرتبط با مهاجرت، افزایش زندانی شدن افرادی که بدون مجوز از مرزها عبور می‌کنند نیز مشاهده می‌شود. در کتابی از انتشارات دانشگاه آکسفورد، کاترین کاستلو استدلال می‌کند که کیفری‌سازی مهاجرت با اصول کلاسیک لیبرال کیفری‌سازی همخوانی ندارد و دلایل قوی علیه آن وجود دارد. بنا بر نظر اقتصاددان والتر بلاک، مهاجرت غیرقانونی از منظر لیبرترین‌ها یک جرم بدون قربانی است.

## برای مطالعهٔ بیشتر
- Atak, Idil; Simeon, James C. (2018). The Criminalization of Migration: Context and Consequences (به انگلیسی). McGill-Queen's Press. ISBN 978-0-7735-5563-1.
- Bacon, David (2008). Illegal People: How Globalization Creates Migration and Criminalizes Immigrants (به انگلیسی). Beacon Press. ISBN 978-0-8070-4226-7.
- Palidda, Salvatore (2016). Racial Criminalization of Migrants in the 21st Century (به انگلیسی). Routledge. ISBN 978-1-317-07215-7.
- Pickering, Sharon; Ham, Julie (2017). The Routledge Handbook on Crime and International Migration (به انگلیسی). Routledge. ISBN 978-1-135-92433-1.